# Bulbine pendula
Bulbine pendula là một loài thực vật có hoa trong họ Thích diệp thụ. Loài này được Keighery mô tả khoa học đầu tiên năm 2004.